# Зверево (Липецкая область)
Зве́рево — деревня Баловнёвского сельсовета Данковского района Липецкой области России.

## История
Хмелинец, Зверево тож, в качестве села с церковью Покрова Пресвятой Богородицы упоминается в окладных книгах 1676 г., где в приходе двор боярский, 15 дворов крестьянских и 7 дворов бобыльских. По отказным книгам 1703 г. в селе Звереве показано: «двор вотчинника Венедикта Змеова со всяким дворовым и хоромным строением, крестьянских 20 дворов, двор вотчинника Ивана Змеова, крестьянских 25 дворов, двор вотчинника Семена Змеова, крестьянских 20 дворов». В выписи 1748 г. значится в селе Звереве 168 душ, а в записи 1756 г. 111 душ. По церковной ведомости в 1734 г. показано 48 приходских двора, в 1755 г. – 90, в 1774 г. – 130 дворов, а под 1784 г. встречается известие, что 20 июля означенного года все село сгорело. Вместо упоминаемой в XVII ст. ветхой Покровской церкви в селе Звереве в 1700 г. построена была новая деревянная церковь в прежнее храмонаименование. В 1807 г. благочинный доносил епархиальному начальству, что в находящейся в селе Звереве деревянной церкви ветхости, бывшие внутри церкви, исправлены, но кровля осталась без исправления, вследствие чего благочинному предписано было «внушить причту и прихожанам всевозможно стараться о приведении церкви в наилучший вид и безопасность». В 1815 г. иерей Алексей доносил в Консисторию, что церковь Покровская дошла до последней ветхости, кровля обгнила, паперть развалилась, равно и колокольня. Указом Консистории от 29 мая того же года Данковскому духовному правлению предписано освидетельствовать Покровскую церковь и представить подробную опись ее ветхостей. Что было сделано затем с Покровскою церковью – известий не имеется, но капитальная перестройка ее была произведена только в 1846 г.
Каменная в селе Звереве Покровская церковь начата постройкою в 1877 г., при ней придел Никольский освящен 6 ноября 1878 г., второй придел еще не отделан, а настоящая освящена 28 октября 1885 г. Одновременно с церковью начато строение колокольни. Для священника имелся каменный церковный дом.
В XIX — начале XX века село входило в состав Тепловской волости Данковского уезда Рязанской губернии. В 1906 году в селе было 250 дворов.
С 1928 года село входило в состав Телепневского сельсовета Данковского района Козловского округа Центрально-Чернозёмной области, с 1954 года — в составе Липецкой области, с 2011 года — в составе Баловневского сельсовета.

## Население
| 1859 | 1897  | 1906  | 2010 |
| ---- | ----- | ----- | ---- |
| 1166 | ↗1453 | ↗1694 | ↘80  |

## Достопримечательности
В селе расположена недействующая Церковь Покрова Пресвятой Богородицы (1885).